# Diagrama de Nichols

Diagrama de Nichols.

El diagrama de Nichols es usado en procesamiento de señales y diseño de control, llamado así en honor al ingeniero Nathaniel B. Nichols.

## Uso en diseño de control
Dada una función de transferencia,
{\displaystyle G(s)={\frac {Y(s)}{X(s)}}}
con la función de transferencia de lazo cerrado definida como
{\displaystyle M(s)={\frac {G(s)}{(1+G(s))}}}
El diagrama de Nichols muestra {\displaystyle 20\log _{10}(|G(s)|)} versus {\displaystyle \arg(G(s))}. Lugares geométricos de constante {\displaystyle 20\log _{10}(|M(s)|)} y {\displaystyle \arg(M(s))} son superpuestos para permitir al diseñador obtener la función de transferencia de lazo cerrado directamente de la función de transferencia de lazo abierto. Así, la frecuencia {\displaystyle \omega } es el parámetro a lo largo de la curva. Este diagrama puede ser comparado al Diagrama de Bode donde las dos gráficas relacionadas - {\displaystyle 20\log _{10}(|G(s)|)} versus {\displaystyle \log _{10}(\omega )} y {\displaystyle \arg(G(s))} versus {\displaystyle \log _{10}(\omega )} - son mostradas. Tenga en cuenta que la convención de decibelios mostrada arriba, {\displaystyle 20\log _{10}} no es única; otra convención usada en ocasiones es {\displaystyle 10\log _{10}}.
En diseño de control retroalimentado, el diagrama es útil para evaluar la estabilidad y robustez de un sistema lineal. Esta aplicación del diagrama de Nichols es central para la teoría de la retroalimentación cuantitativa (QFT) de Horowitz y Sidi, donde es un método usado para el diseño de sistemas de control robusto. Este diagrama permite ajustar tanto el margen de fase como el margen de ganancia para una {\displaystyle \omega } dada. 
En la mayoría de los casos, {\displaystyle \arg(G(s))} se refiere a la fase de la respuesta del sistema. Aunque similar a un diagrama de Nyquist, un diagrama de Nichols es graficado en un sistema de coordenadas cartesianas mientras un diagrama de Nyquist es graficado en un sistema de coordenadas polares.